# 京都文教中学校・高等学校
京都文教中学校・高等学校（きょうとぶんきょうちゅうがっこう・こうとうがっこう）は、京都府京都市左京区岡崎円勝寺町に所在し中高一貫教育を提供する私立中学校・高等学校。

## 概要
浄土宗系の学校として、仏教精神に基づく人間教育をおこなうことを建学理念としている。
また「三宝帰依」の校訓のもと、すべてのもののいのちを大切にして、「逞しさ・明るさ・優しさ・楽しさ」が実現できる教育を進めている。
創立から100年間、女子のみ募集をしていたが、創立100周年を迎えた2004年より男女共学へと変わった。

## 沿革
- 1904年 - 高等家政女学校として、烏丸松原・因幡薬師に設置された仮校舎で開校
- 1916年 - 寺町四条大雲院に校舎新築移転
- 1924年 - 家政高等女学校に組織変更 家政裁縫女学校併置
- 1934年 - 現在地京都市左京区岡崎円勝寺町５(東山仁王門)に校舎新築移転
- 1947年 - 学制改革により、家政学園中学校を設置
- 1948年 - 学制改革により、家政学園高等学校(普通科･家庭科)を設置
- 1995年 - 京都文教女子中学校・高等学校に改称
- 2003年 - 京都文教中学校・高等学校に改称
- 2004年 - 創立100周年　男女共学化
- 2014年 - 創立110周年
- 2016年 - 新3号館・新作法室・新校門完成
- 2017年  - 新6号館完成
- 2018年  - 全館Wi-Fi化

## アクセス
- 京都市営地下鉄東西線 東山駅 2番出口より北へ徒歩3分
- 京阪本線・鴨東線 三条駅8,9番出口より東へ10分
- 京都市営バス 「東山三条」バス停（5・12・31・46・86・201・202・203・206系統）、「東山仁王門」バス停（31・46・201・202・203・206系統）
- 京阪バス「東山三条」バス停（17・19・56・56A号系統）

## 部活動

### 文化部
- バトン部
- 写真部
- 理化部
- 園芸部
- 茶道部
- 煎茶部
- 池ノ坊部
- 伝統芸能部
- 吹奏楽部
- 洋舞部
- 英語研究部
- 放送部
- 演劇部
- 書道部
- 軽音楽部
- ダンス部
- 将棋部
- 漫画研究会
- マジック同好会
- 鉄道研究部
- ポップスヴォーカル同好会

### 運動部
- 硬式野球部（高校）※高校強化指定
- 陸上部 ※高校強化指定
- 柔道部 ※高校強化指定
- ソフトテニス部 ※高校強化指定
- 水泳部 ※高校強化指定
- 卓球部
- 軟式野球部（中学）
- バレーボール部
- サッカー部
- バスケットボール部
- バドミントン部
- 剣道部
- 女子サッカー部
- 女子バスケットボール部

## 出身者
- 小林千紗 -  シンクロナイズドスイミング選手
- マキノ智子 - 元女優
- 隅田和世 - 元女優
- 河上満栄 - 衆議院議員
- 和泉夏子 - タレント
- 青木愛 - タレント、元アーティスティックスイミング選手
- ヘンプヒル恵 - 陸上競技選手
- 水上京香 - 女優
- 久保井仁菜 - 柔道選手
- 西條里奈子 - 柔道選手
- 塩見綾乃 - 陸上競技選手